# Crânio
O crânio é um invólucro de tecidos mais ou menos rígidos que, nos animais do clã Craniata (a que pertencem os vertebrados e outros de filogenia próxima), envolve o cérebro, os órgãos do olfacto, da visão, o ouvido interno e serve de suporte a certos órgãos internos dos sistema respiratório e sistema digestivo (ex.:Faringe).
Pode considerar-se formado por duas partes principais que, aparentemente correspondem a duas etapas da evolução:
- Caixa craniana ou neurocrânio: a parte que envolve o cérebro e os órgãos dos sentidos (com exceção do paladar); e
- Maciço frontal, esplancnocrânio ou branquiocrânio: a parte que suporta a boca e o aparelho branquial.

Ao longo da filogênese foram-se estabelecendo relações cada vez mais estreitas entre estas duas partes do crânio, através de articulações chamadas "suspensões":
- Suspensão anfistílica: em que tanto o palato-quadrado como o hiomandibular se articulam com o neurocrânio, como em alguns peixes Chondrichthyes;
- Suspensão iostílica: em que apenas o osso mandibular se articula com o neurocrânio, como na maior parte dos peixes, incluindo alguns tubarões e no esturjão;
- Suspensão autostílica: em que o neurocrânio e o esplancnocrânio tendem a fundir-se como na maior parte dos tetrápodes.

As modificações evolutivas do esplancnocrânio refletem as do I e II arcos viscerais durante a ontogénese. O osso iomandibular (porção dorsal do II arco visceral) é o que, nos peixes participação na suspensão iostílica; nos anfíbios, répteis e aves o II arco visceral transforma-se no primeiro dos três ossículos do ouvido médio (columella), enquanto que o I arco visceral mantém a sua função de sustentar a abertura bucal; nos mamíferos, o articular e o quadrado, provenientes do I arco visceral, transformam-se no martelo e no estribo, completando assim a cadeia de ossículos do ouvido médio.
Nos mamíferos, a articulação maxila-mandibular forma-se a partir do dental e da escamado temporal. Nos répteis e mamíferos, as cóanas (interior das narinas) passaram para a parte de trás da cavidade bucal para a formação do palato secundário, septo ósseo que separa as vias respiratórias do tubo digestivo. Nas aves, o palato secundário tende a desaparecer, provavelmente pela falta de dentes e existência do bico.

## Estrutura

### Aberturas
Anfíbios atuais normalmente têm crânios muito reduzidos, com muitos dos ossos ausentes ou total ou parcialmente substituídos por cartilagem. Nos mamíferos e aves, em particular, modificações do crânio ocorreram para permitir a expansão do cérebro. A fusão entre os vários ossos é especialmente notável nas aves, nas quais as estruturas individuais podem ser difíceis de identificar.

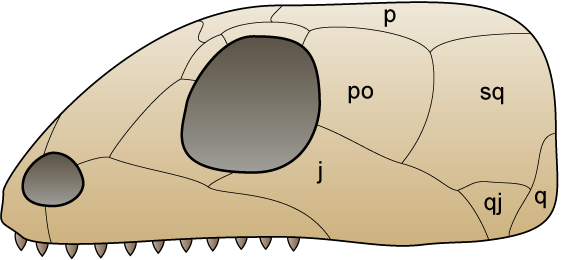
Crânio anápsido

As fenestras (do latim "fenestrae", que significa "janelas") são aberturas no crânio:
- Fenestra anterorbital;
- Fenestra mandibular;

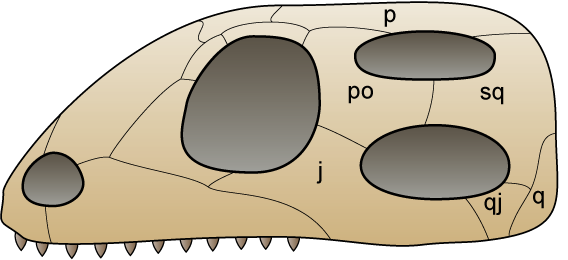
Crânio diápsido

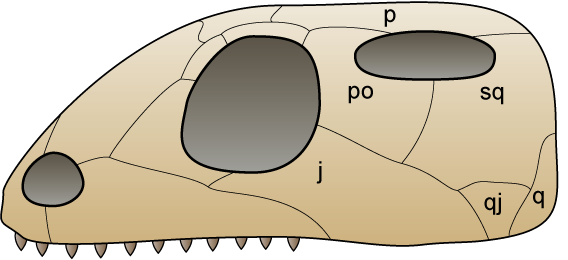
Crânio euriápsido

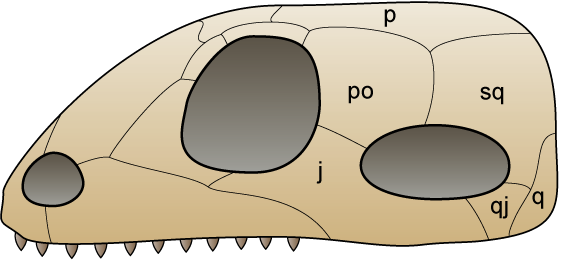
Crânio sinápsido

- Fenestra palatal, como encontrada em Marsupiais;
- Fenestra quadradojugal;
- Fenestra subesquamosal, uma abertura entre duas partes do osso esquamosal em alguns roedores;
- Fenestra temporal.

Dinossauros ceratopsianos podem ter fenestras em suas golas (a gola é uma margem relativamente extensa vista na parte de trás das cabeças de répteis com qualquer suporte ósseo tais como os presentes nos crânios de dinossauros da subordem Marginocephalia ou suporte cartilaginoso como no lagarto-de-gola).

#### Fenestração temporal
As fenestras temporais são características anatômicas do crânio amniota, caracterizada por buracos bilateralmente simétricos (fenestra) no osso temporal. Dependendo da linhagem de um animal, dois, um, ou nenhum par de fenestra temporal pode estar presente, em cima ou abaixo dos ossos pós-orbitais e esquamosal. As fenestras temporais superiores também são conhecidos como fenestra supratemporal, e as fenestras temporais mais baixas também são conhecidas como fenestra infratemporal. A presença e a morfologia da fenestra temporal é indispensável para a classificação taxonômica dos sinápsidas, do qual os mamíferos fazem parte.
A especulação fisiológica a associa com uma subida a taxas metabólicas e um aumento na musculatura da maxila. Antes do Carbonífero amniotas mais antigos não tinham fenestras temporais mas sauropsidas e sinápsidas mais avançados tinham. Com o passar do tempo, a fenestra temporal dos sauropsidas e sinápsidas ficou mais modificada e maior para dar mordidas mais fortes com mais músculos na maxila. Os dinossauros, que são sauropsidas, tem grandes aberturas e os seus descendentes, os pássaros, tem fenestras temporais que foram modificadas. Os mamíferos, que são sinápsidas, não possuem nenhuma abertura fenestral no crânio, no entanto o traço foi modificado. Os mamíferos realmente, ainda possuem entretanto, a órbita temporal (que se parece com uma abertura) e os músculos temporais. Ele é um buraco na cabeça e está situado no reverso da órbita atrás do olho.

#### Classificação
Há quatro tipo de fenestrações temporais no crânio dos amniotas, classificadas quanto ao número e posição da fenestra:
- Crânio anápsido: sem aberturas temporais; tipo mais primitivo; exemplo: Testudinata.
- Crânio diápsido: duas aberturas temporais, uma superior entre o parietal, esquamosal e pós-orbital, e uma inferior entre o pós-orbital, jugal, quadrado-jugal e esquamosal; exemplo Aves e Dinossauros.
- Crânio euriápsido: uma abertura temporal superior, localizada entre os ossos parietal, pós-orbital e esquamosal; exemplo Plesiosauria.
- Crânio sinápsido: uma abertura temporal inferior, situada entre os ossos esquamosal, pós-orbital, jugal e quadrado-jugal; exemplo Synapsida e Mammalia.

### Ossos
O jugal é um osso craniano encontrado na maioria dos répteis, anfíbios e aves. Nos mamíferos, o jugal é chamado muitas vezes de osso zigomático ou osso malar. O osso pré-frontal é um osso que separa os ossos frontal e lacrimais em muitos crânios de tetrápodes.

## Crânio humano
Nos seres humanos, o crânio adulto é normalmente composto de 22 ossos. Exceto a mandíbula, todos os outros ossos do crânio estão ligados por suturas rígidas, com articulações de pouco ou nenhum movimento.
O neurocrânio é uma abóboda que protege o cérebro formada pelo:
- Osso frontal;
- Osso parietal;
- Osso occipital;
- Osso esfenoide;
- Osso temporal;
- Osso etmoide.

14 ossos formam a face (splanchnocranium). Dentro dos ossos temporais há seis ossículos formando cada orelha e orelha média, embora estes não façam parte do crânio. O osso hioide, apoiando a língua, não é normalmente considerado como parte do crânio, uma vez que não se articula com qualquer outro.
O crânio contém cavidades (seios), que estão cheios de epitélio respiratório e ar. As funções dos seios dos ossos não são claras; elas podem contribuir para diminuir o peso do crânio com uma pequena diminuição da força, ou podem ser importantes para a melhoria da ressonância da voz. Em alguns animais, tais como o elefante, os seios são extensos. O crânio do elefante precisa ser muito grande, de modo a formar um atalho para os músculos do pescoço e tronco, mas também é inesperadamente a luz, a relativamente pequena fuga de caso é cercada por grandes seios que reduzem o peso.
As meninges são as três camadas, ou membranas, que circundam as estruturas do sistema nervoso. Elas são conhecidas como a duramáter, a aracnóide e da piamater. Diferentemente de serem classificados juntos, eles têm pouco em comum um com o outro.
Os crânios de outras espécies possuem tanta semelhança que podem ser utilizados para compreender o de outras espécies do mesmo gênero, como no caso de comparação entre primatas e hominídeos.

### Anatomia

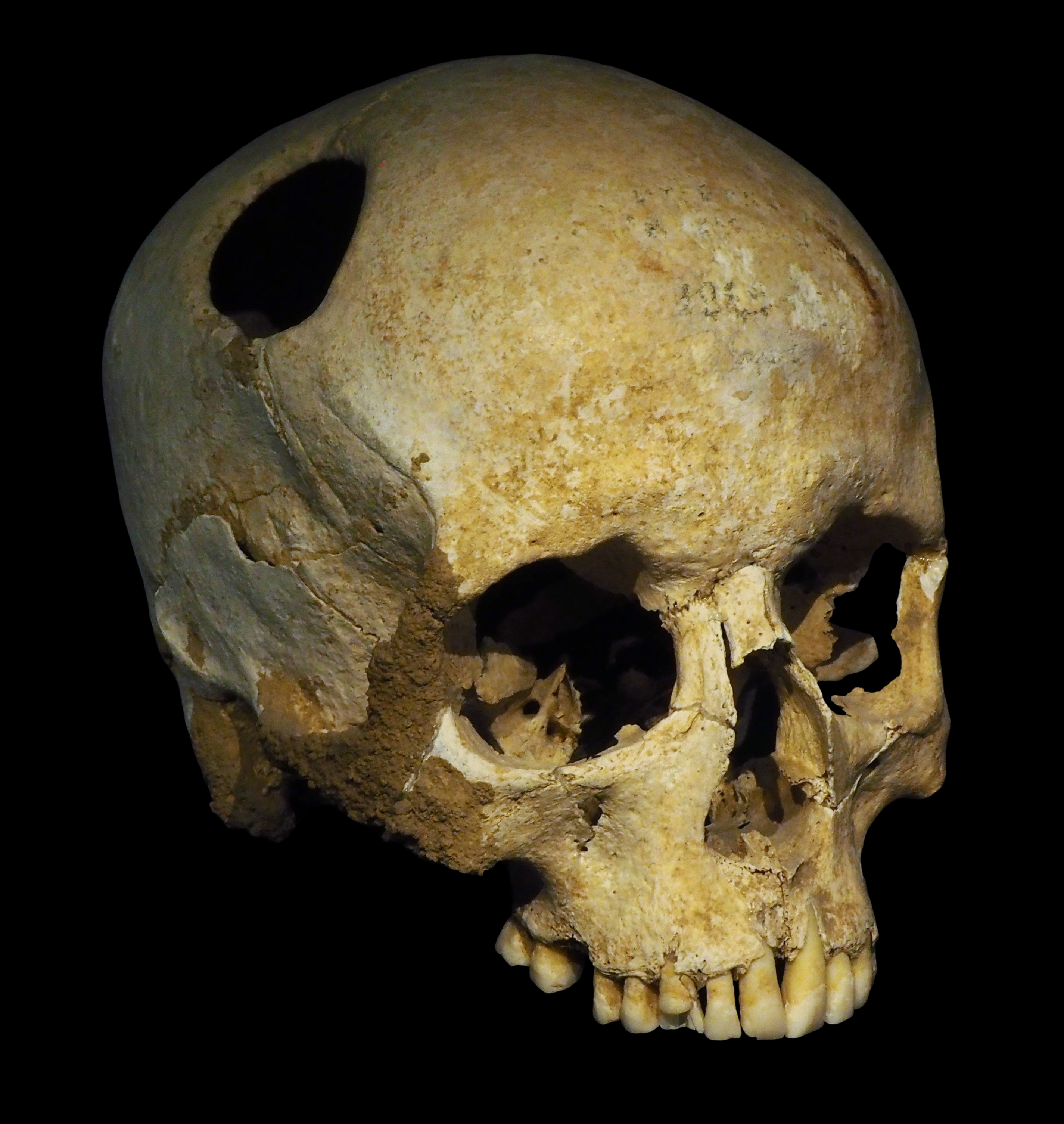
Caixa craniana de uma jovem, 3.500 a.C. Museu de História Natural, Lausanne.

O crânio humano possui articulações quase completamente imóveis, exceto aquelas que ligam o topo da coluna vertebral e a mandíbula ao osso temporal. É constituída por oito ossos:
- osso etmoide: ímpar, mediano e simétrico
- osso frontal: ímpar, mediano e simétrico
- osso occipital: ímpar, mediano e simétrico
- osso parietal: par e lateral
- osso esfenoide: ímpar, mediano e simétrico
- osso temporal: par, lateral e assimétrico

A caixa craniana é constituída por uma base (osso ocipital, osso temporal, o esfenoide, etmoide e frontal) e por um tempo (o osso temporal, o osso parietal da parte do esfenoide e frontal do ocipício).
Os ossos que compõe a caixa craniana e o maciço frontal são unidos através de sinartrose, quase sempre por sutura do tipo dentado, escamoso, harmônico ou conjunto. Ele dá o nome de bregma ao ponto de articulação entre as suturas sagitais e as suturas coronais, que corresponde a fronte anterior do bebê e ao crânio em adultos. O ponto de interseção da sutura sagital com a lambdoidea se chama lambda. Nos recém-nascidos, a caixa craniana ainda não está completamente formada. Os pontos ainda não soldados são aqueles frontais em cima da testa, e os outros para trás e menores (inferiores a um centímetro) se formam após uma semana de vida.
O crânio dos recém-nascidos não estão completamente formados por duas razões:
1. Para permitir que a cabeça da criança, durante o parto, saia sem maiores dificuldades dos ossos da bacia da mãe, para passar livremente;
2. Para permitir que os ossos cranianos se adaptem na mesma rapidez com que o cérebro cresce.

Na verdade, a fonte no topo da cabeça começa a fechar após os 6 meses de vida e termina seu fechamento em torno dos 18 meses de existência da criança.

## Crânios dos demais animais

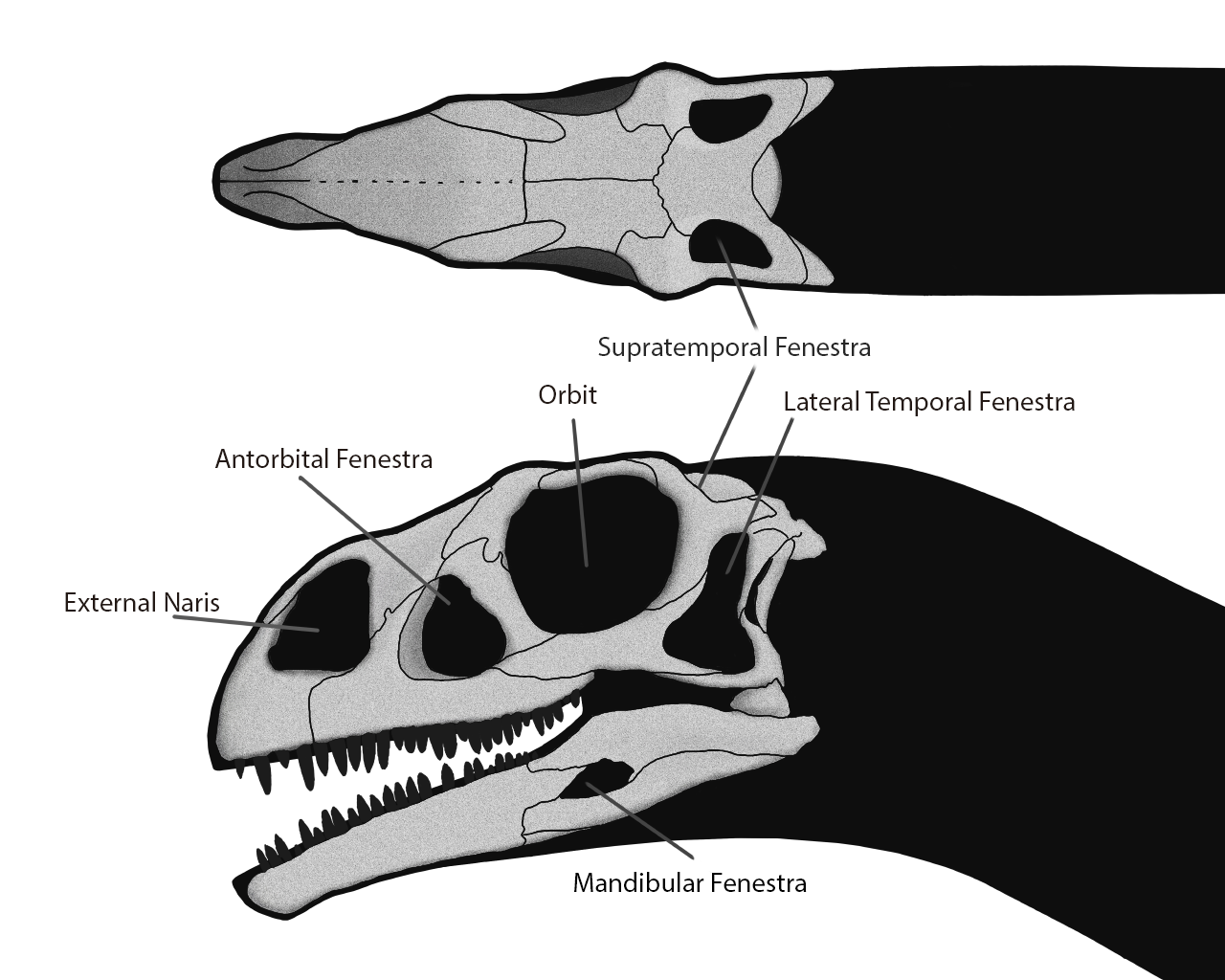
A imagem mostra um crânio de Massospondylus, com duas fenestras temporais típicas dos diapsidas.

As fenestras temporais são características anatômicas do crânio da amniota, caracterizada por buracos bilateralmente simétricos (fenestrae) no osso temporal. Dependendo da linhagem de um determinado animal, podem estar presentes dois, um ou um número ímpar de fenestra temporal, acima ou abaixo dos ossos pós-orbital ou escamosal. As partes superiores da fenestra temporal também são conhecidas como fenestra supratemporal, enquanto os fenestras temporais menores são chamados de fenestras infratemporais. A presença e a morfologia da fenestra temporal é fundamental para a classificação taxonômica das sinápsidas, da qual os mamíferos fazem parte.
As especulações fisiológicas associam-na com um aumento da taxa metabólica e um reforço em sua musculatura maxilar. Quanto mais cedo as amniotas dos Carboníferos não tiverem fenestras temporais os mais avançados sauropsidíos e sauropsidíos terão. A medida que o tempo foi avançado, as fenestras temporais dos sauropsídios e dos sinapsídios alterou sua estrutura, tornando mais forte os músculos de sua mandíbula para uma maior precisão nas mordidas. Os dinossauros, que são sauropsídios, possuem longas aberturas avançados e os seus descendentes, os pássaros, têm fenestras temporais que se modificaram ao longo dos anos. Os pássaros, porém, também possuem a órbita temporal (que é semelhante a uma abertura) e músculos temporais, que pode ser observado como um buraco na cabeça situado para a retaguarda da órbita atrás dos olhos.

### Classificação

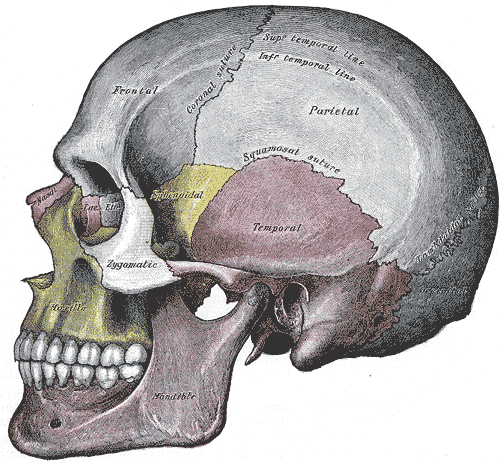
Os seres humanos, apesar de terem perdido suas fenestras, são seres sinápsidas.

Existem quatro tipos de crânio amniota, classificados pelo número e localização de suas fenestras. Estes são:
- Anapsida: sem aberturas
- Sinápsida: uma abertura baixa (abaixo dos ossos pós-orbital e esquamosal)
- Euryapsida: uma abertura alta (acima dos ossos pós-orbital e esquamosal); atualmente, os euryapsids evoluiram de uma configuração diápsida, e perderam sua menor fenestra temporal.
- Diapsida: duas aberturas

Suas evoluções estão relacionadas a seguir:
- Amniota
  - Classe Sinápsida
    - Ordem Therapsida
      - Classe Mammalia - mamíferos

  - Classe Sauropsida - répteis
    - Subclasse Anapsida
    - (sem classificação) Eureptilia
      - Subclasse Diapsida
        - (sem classificação) Euryapsida
        - Classe Aves - pássaros

## Imagens adicionais

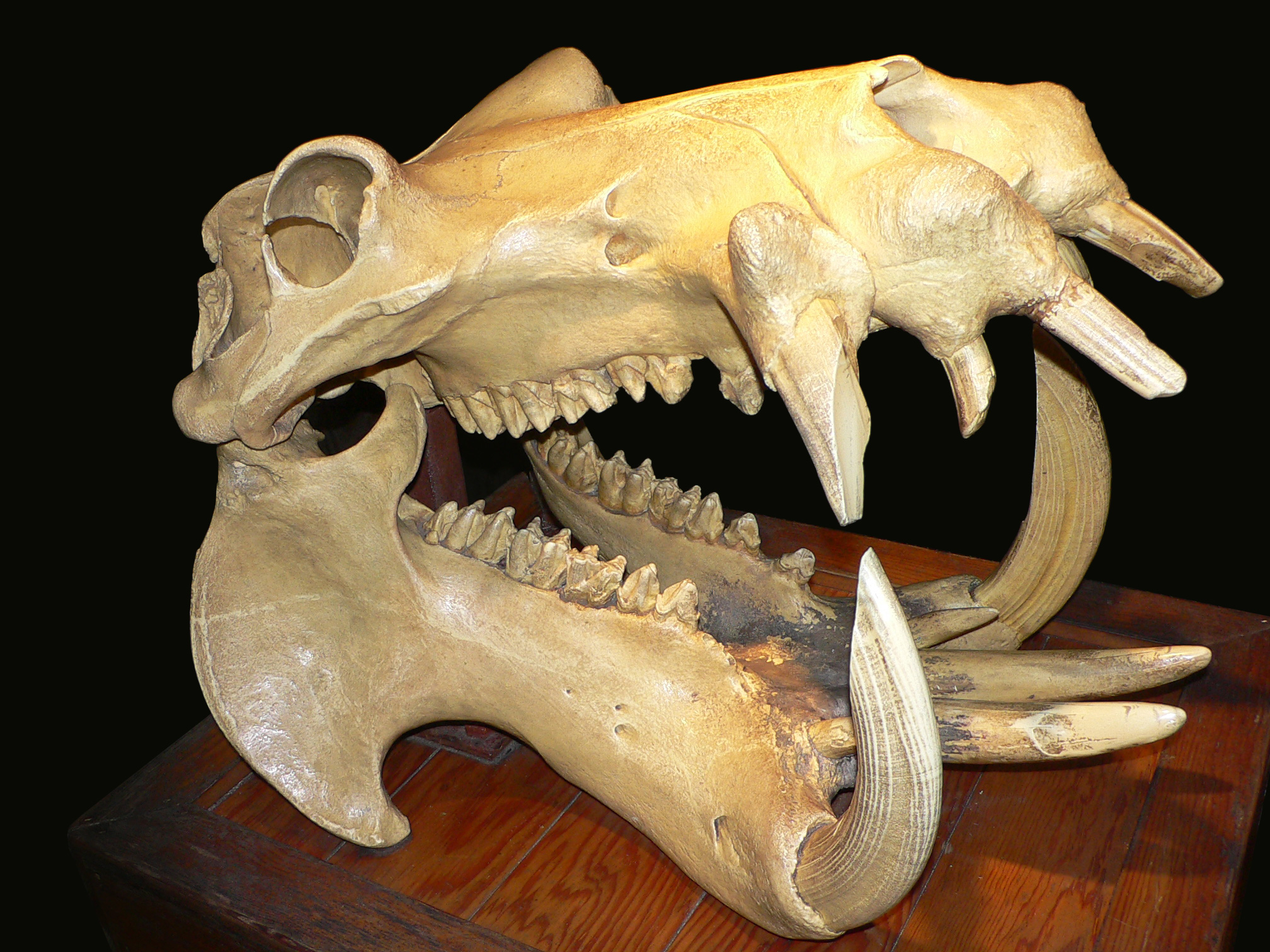
Crânio de um hipopótamo
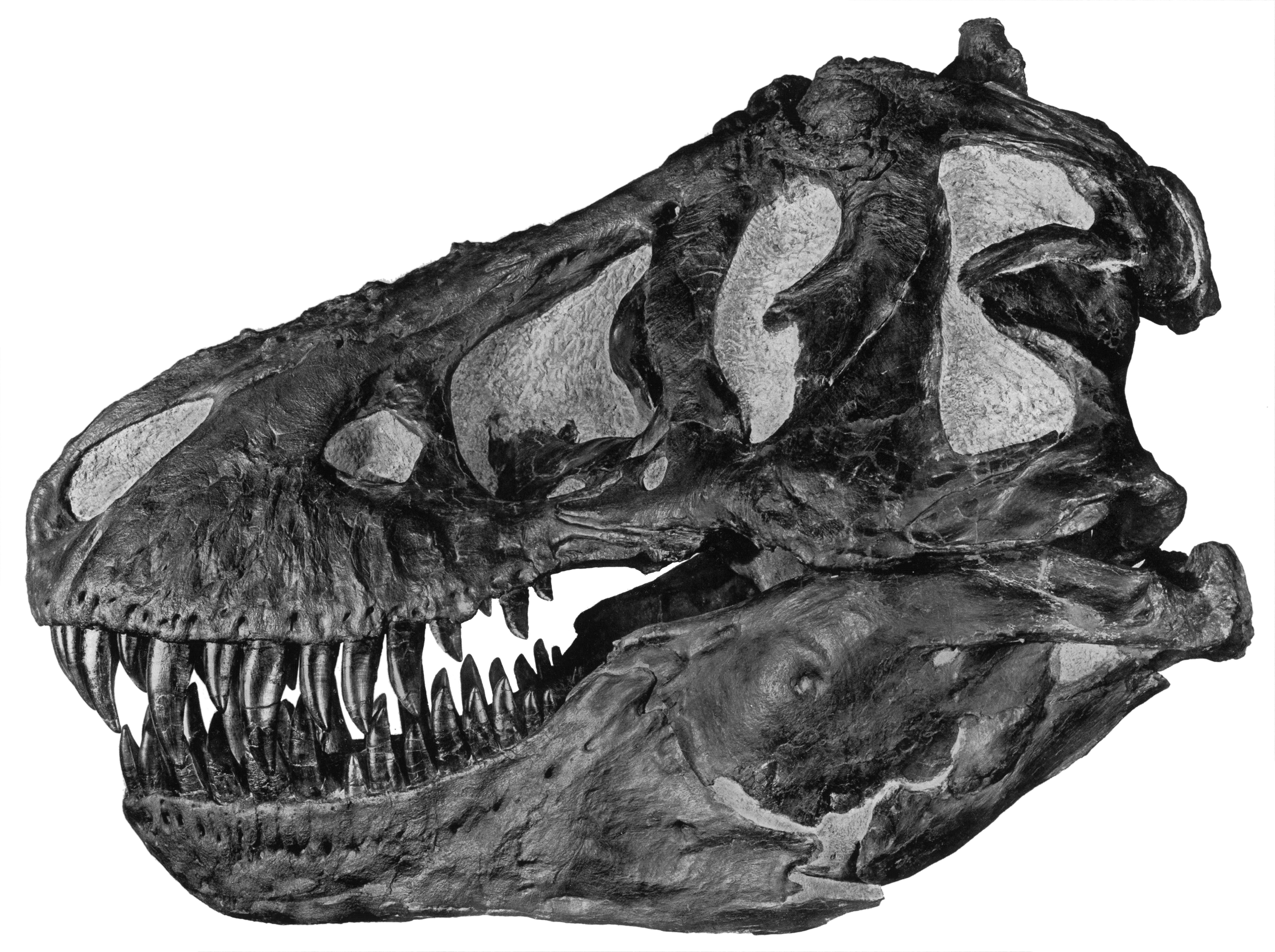
Crânio de um Tyrannosaurus
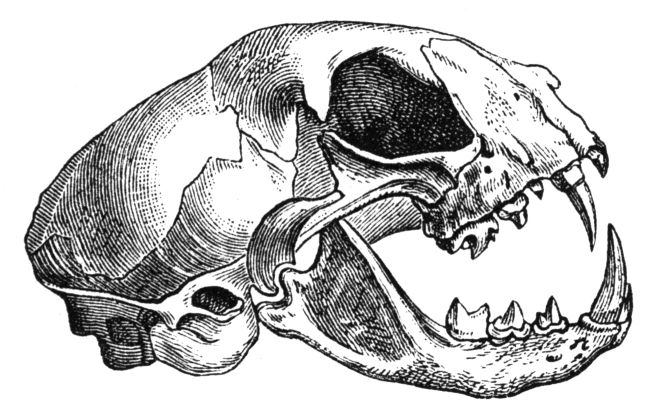
Crânio de um gato, típica caveira dos carnívoros
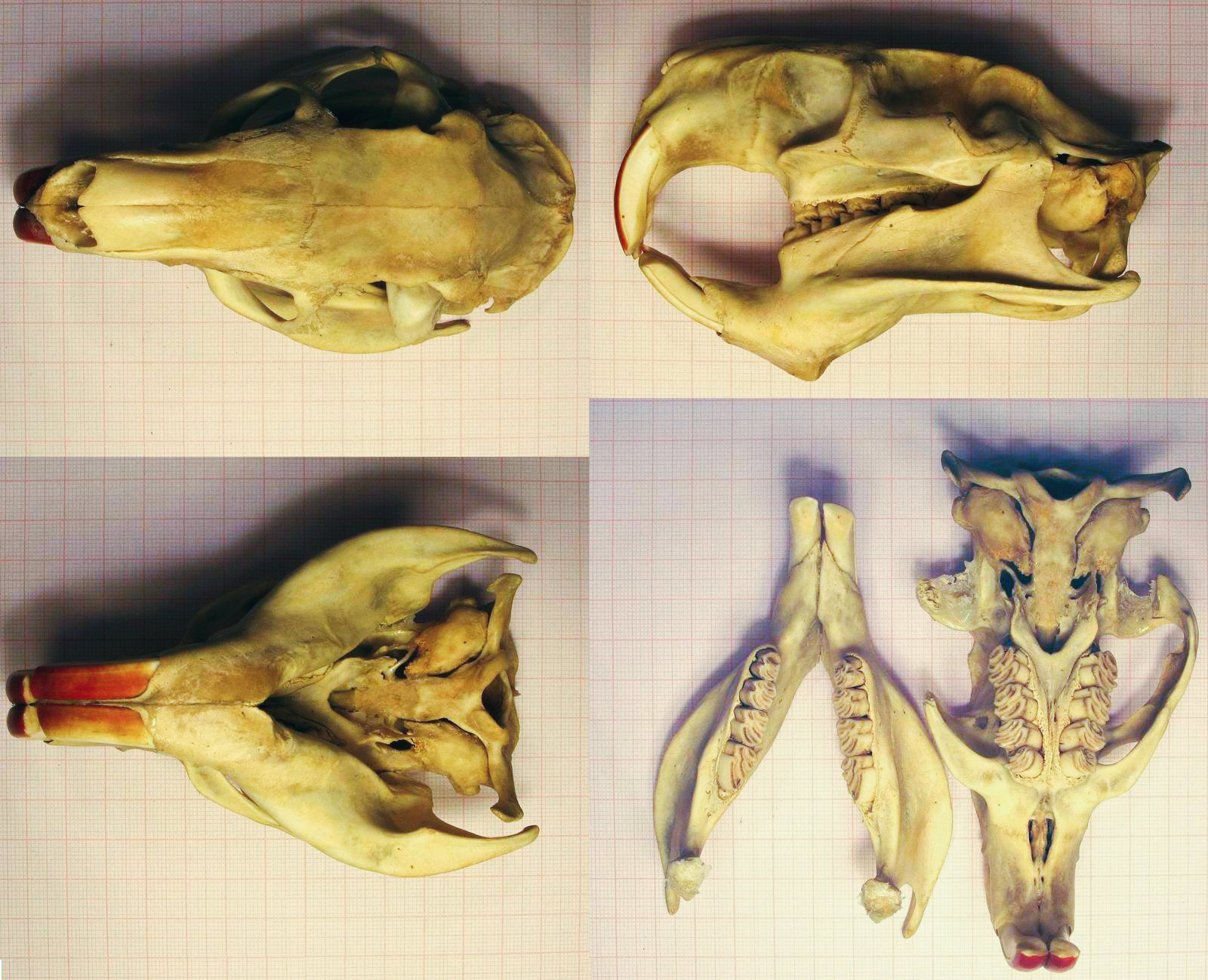
Crânio de um ratão-do-banhado, um roedor típico
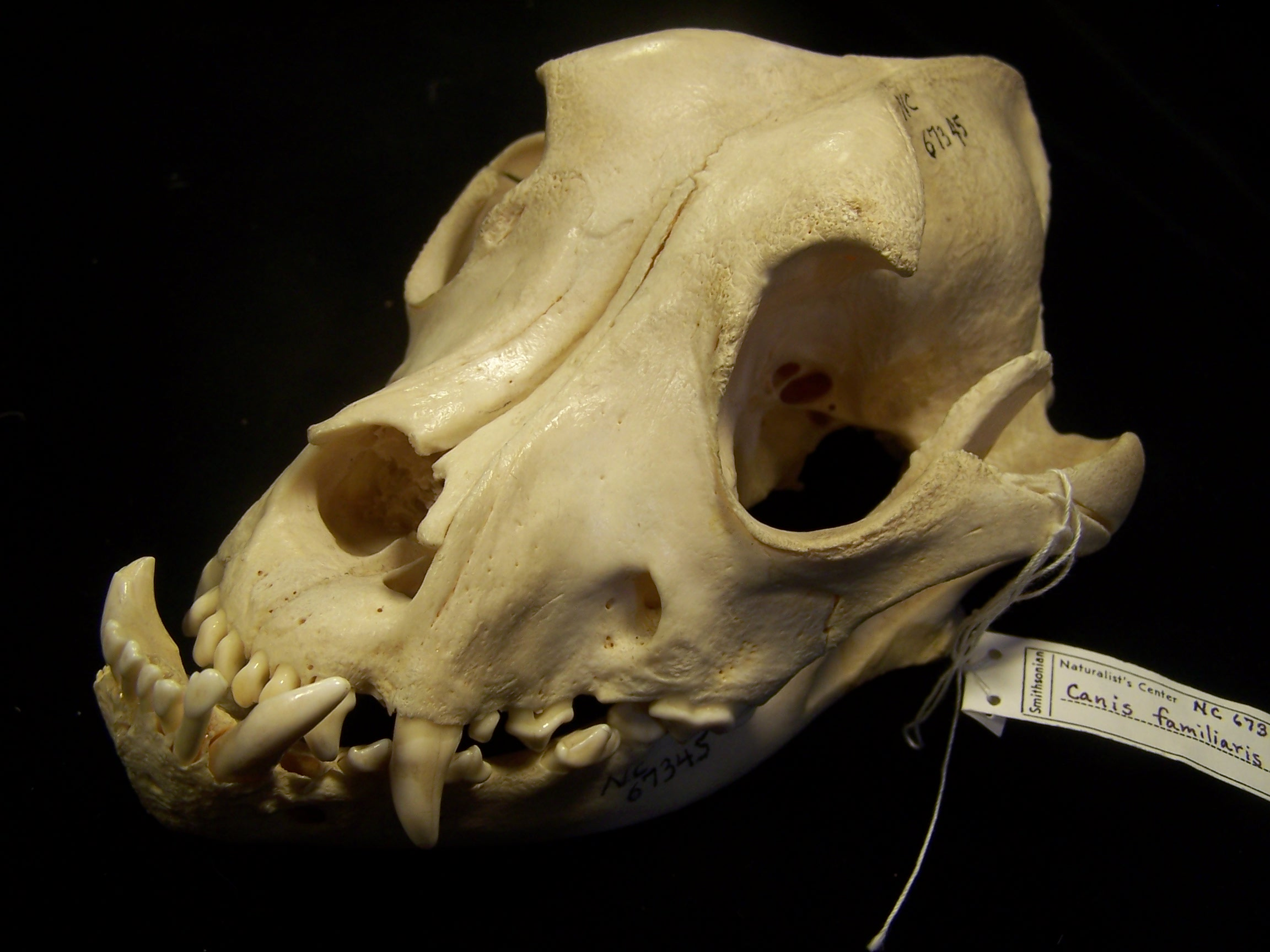
Caveira de um buldogue
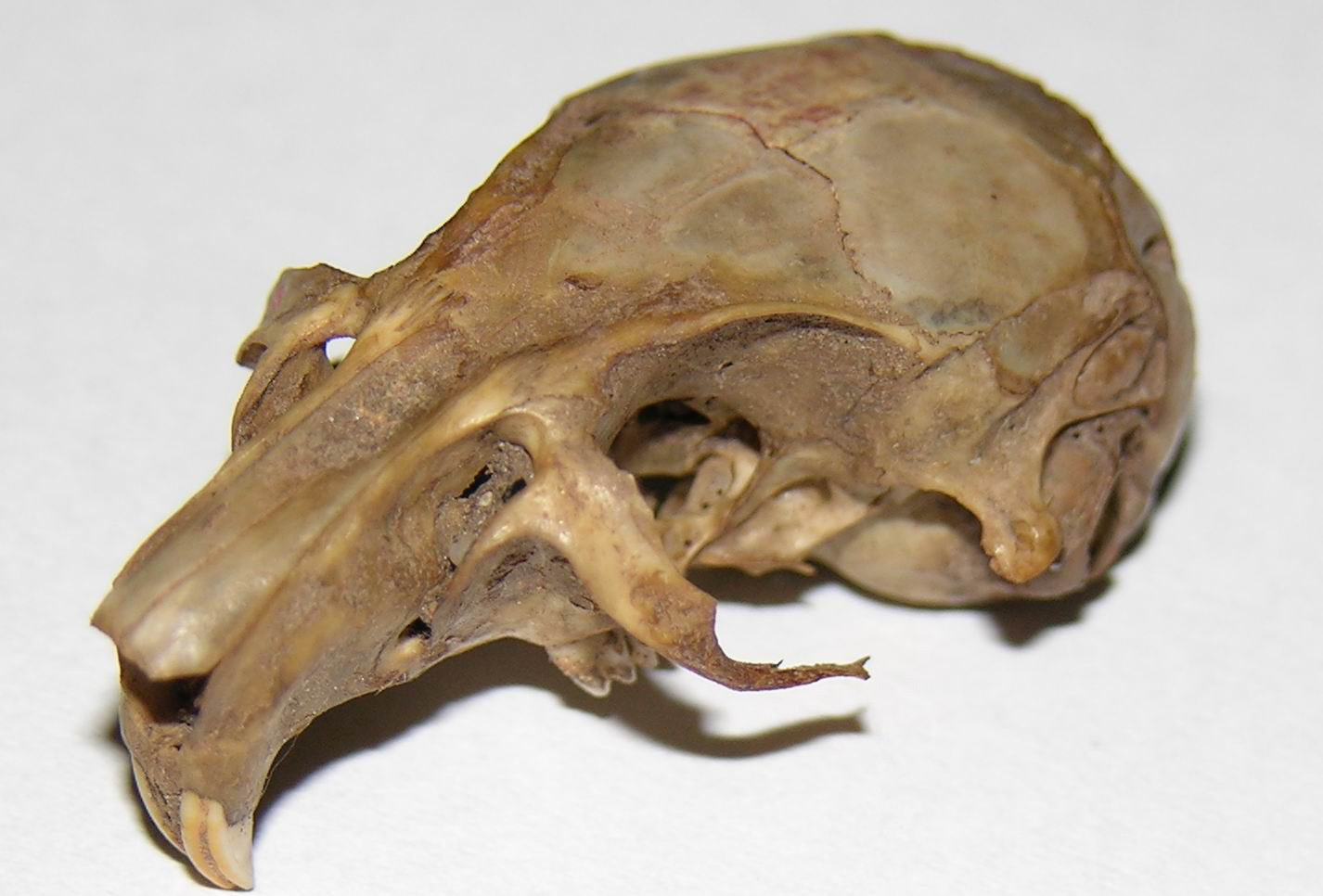
Crânio de um gerbilo
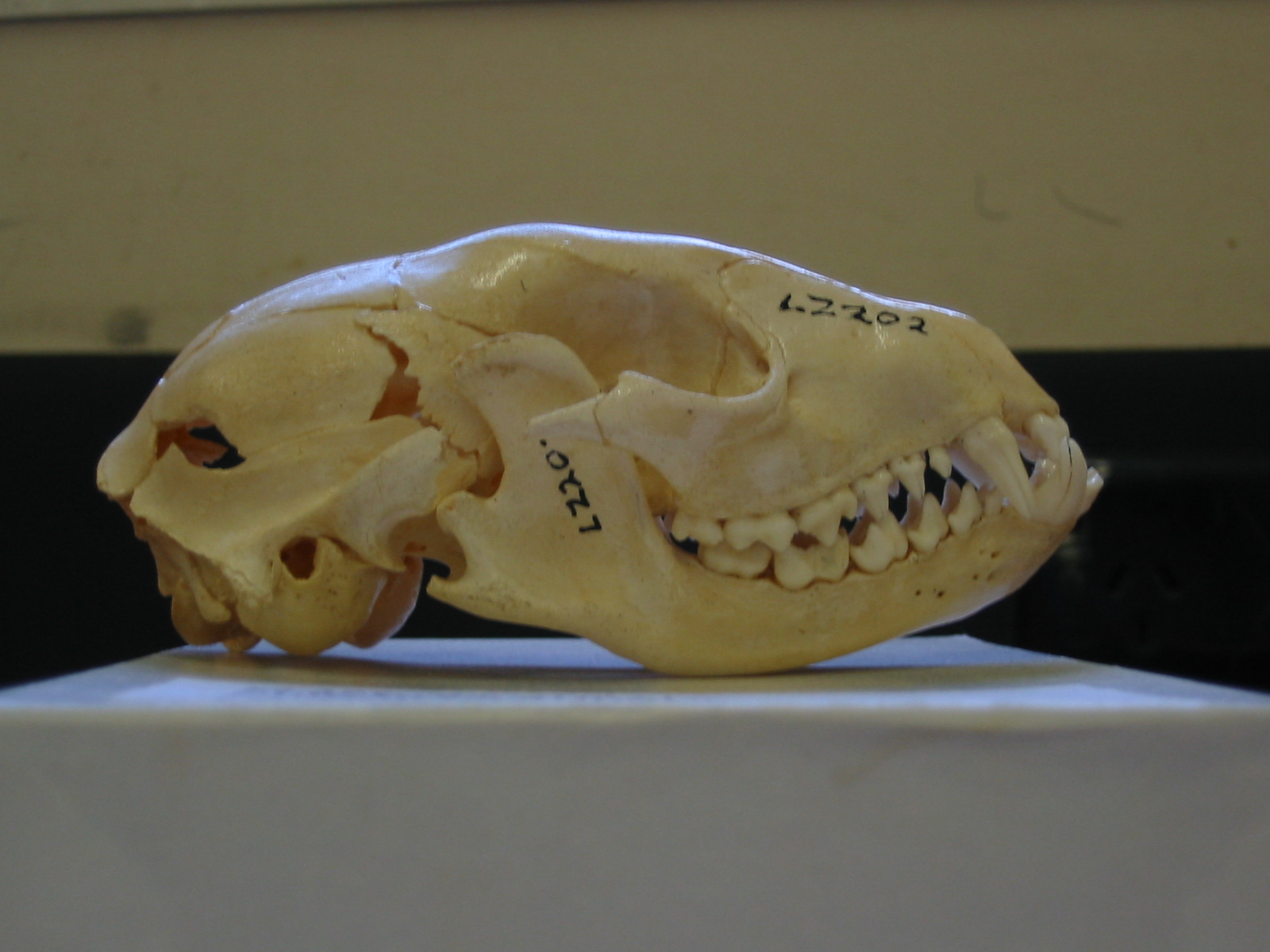
Um crânio de um Procyon lotor (Guaxinim)
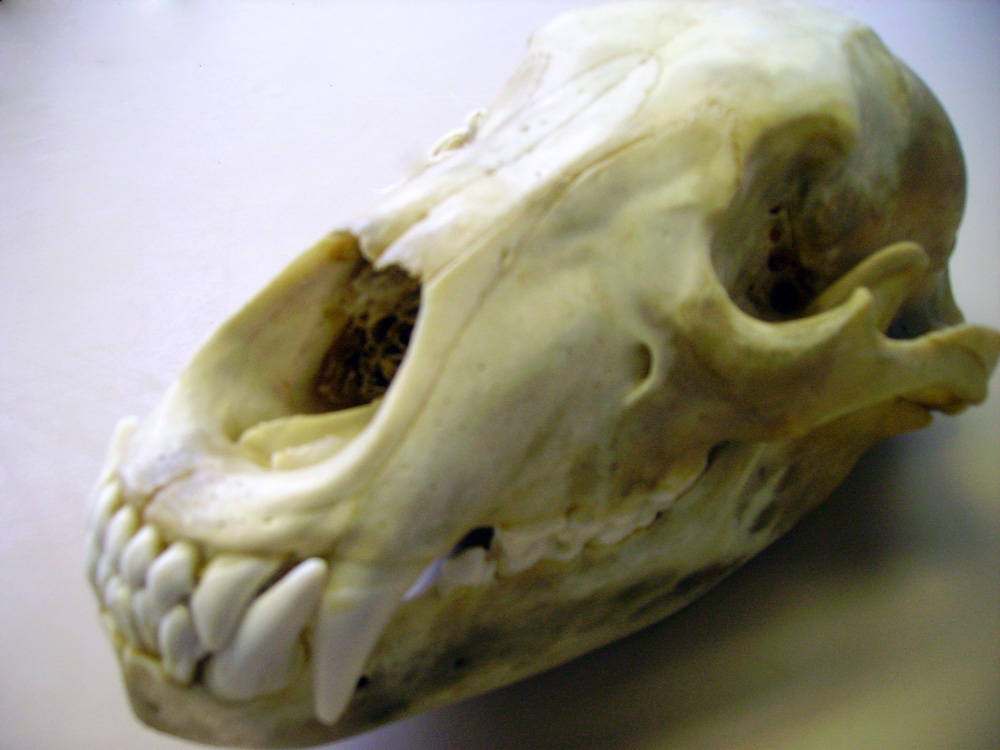
Caixa craniana de um urso-cinzento
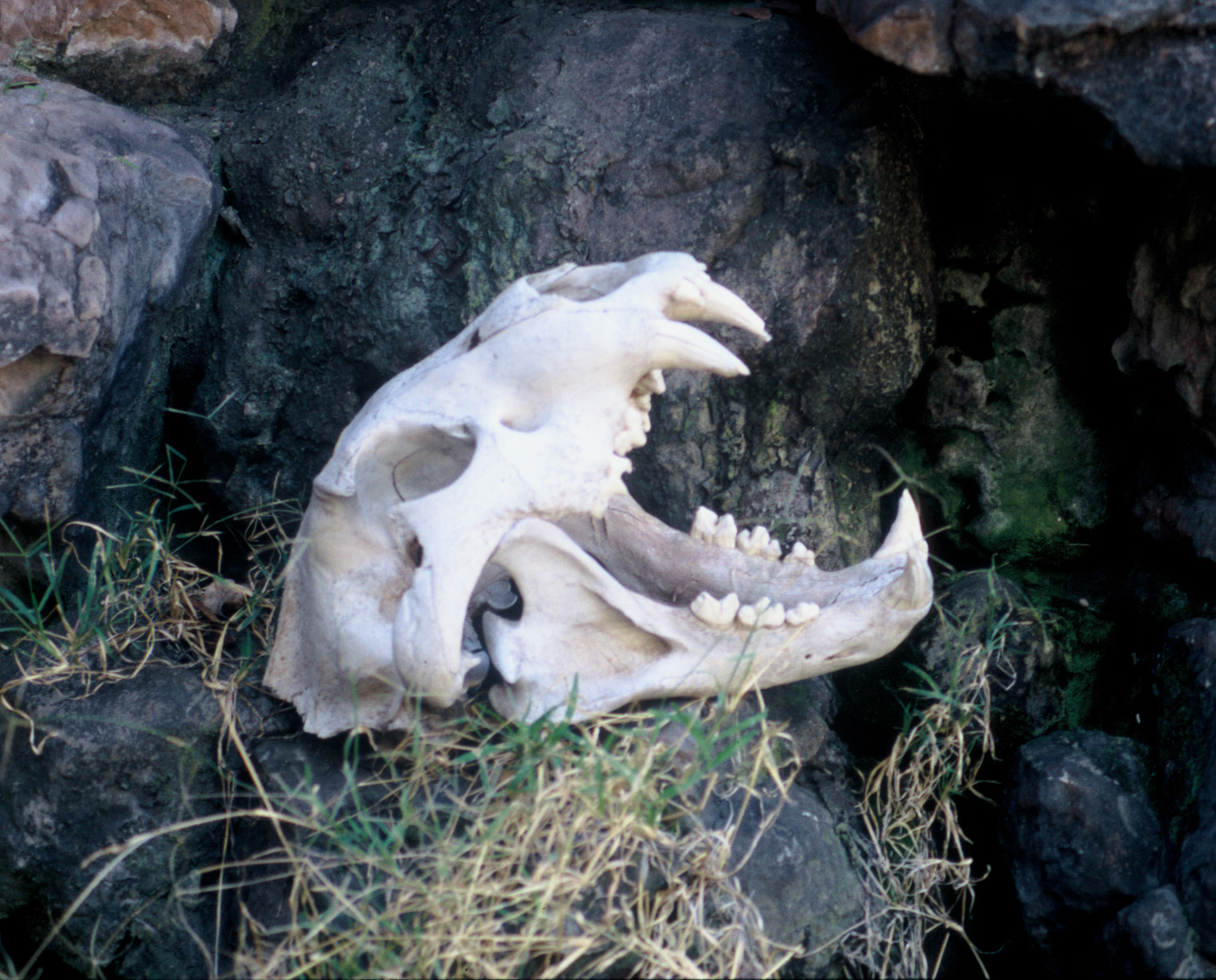
Caveira de um leão
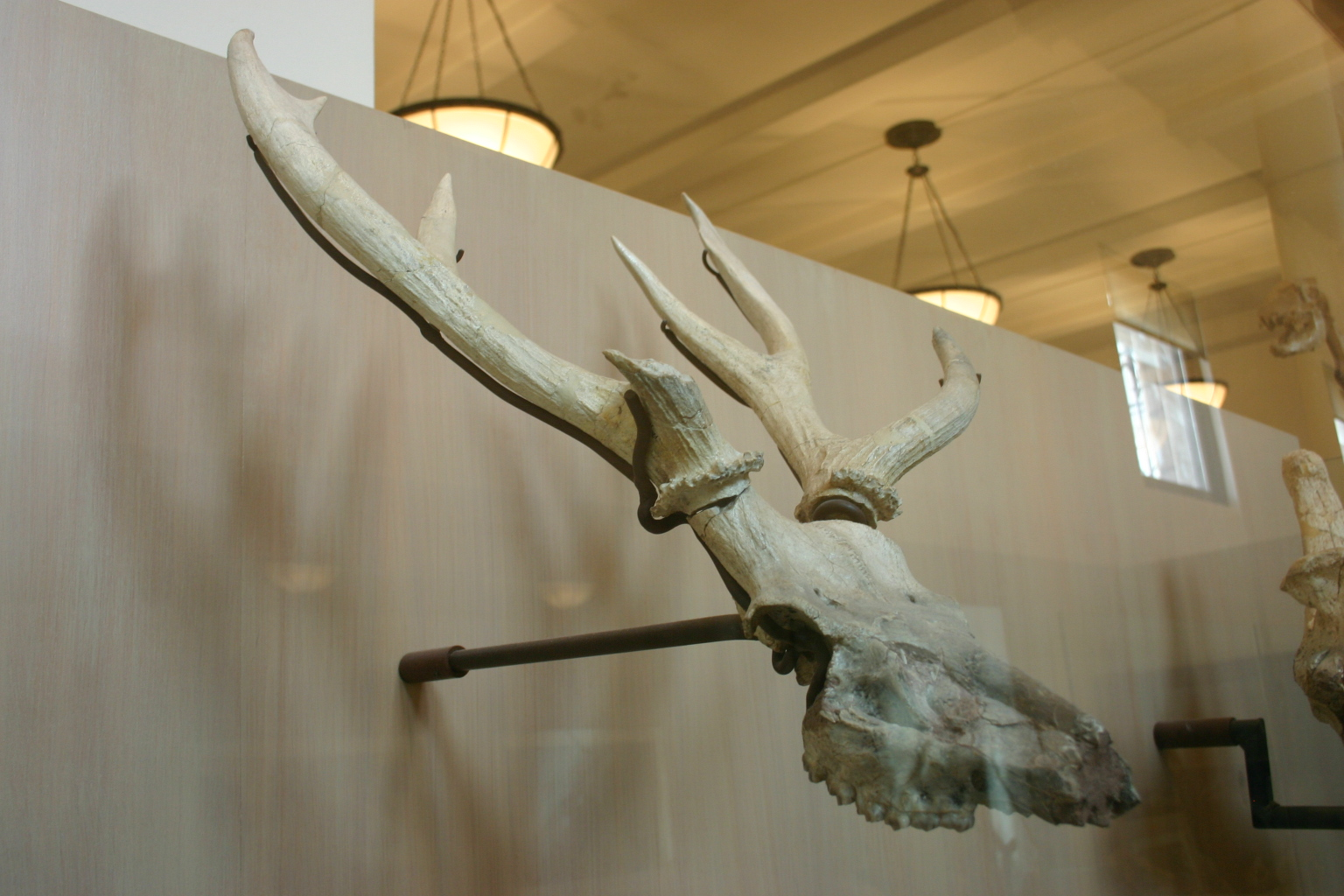
Caveira de um Cervocerus novorossiae
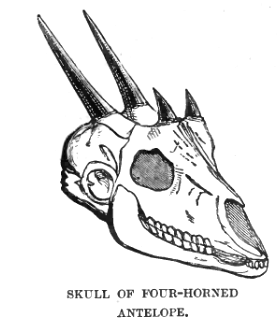
Crânio de um Tetracerus quadricornis
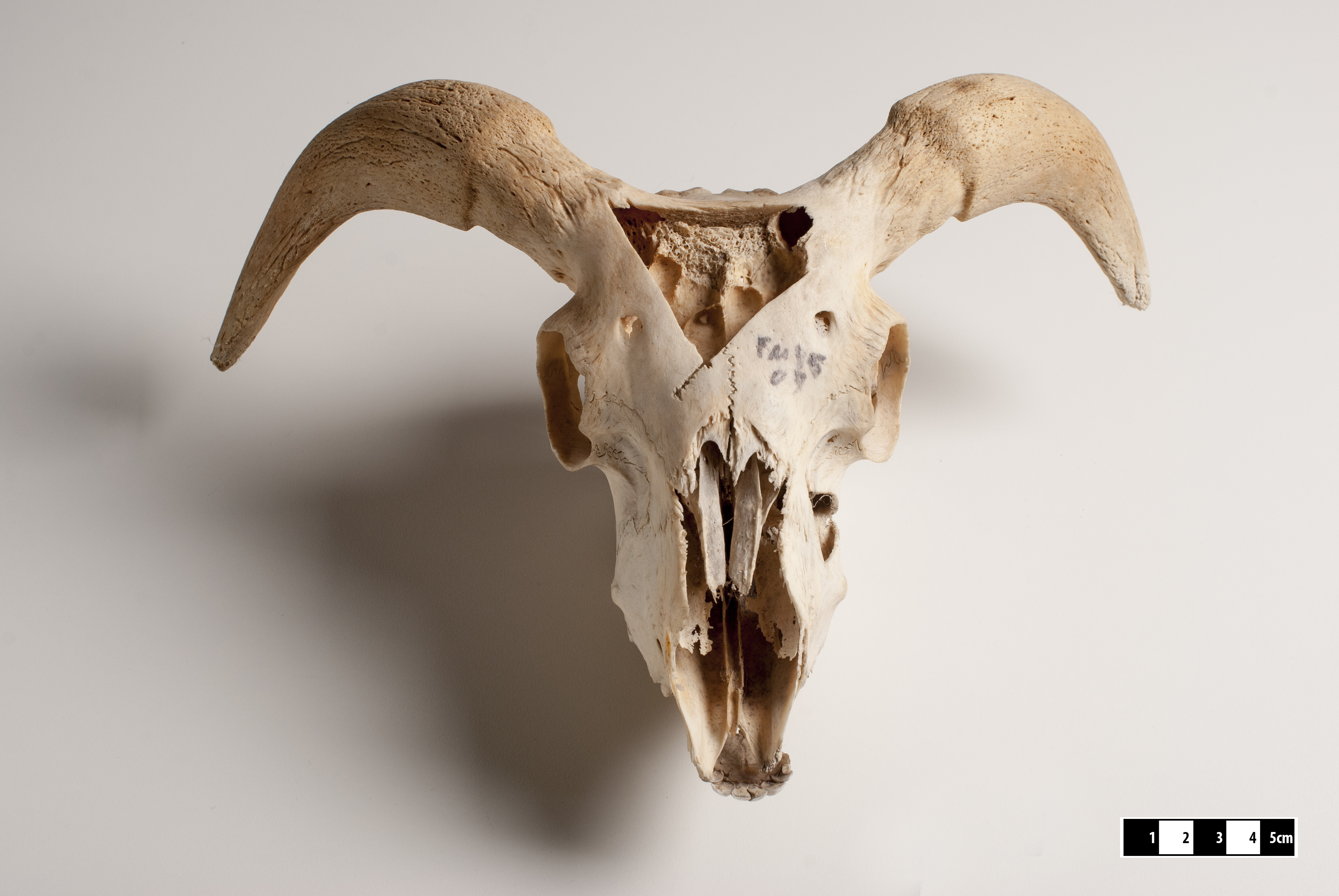
Crânio de bode.
Crânio de Spinosaurus
Crânio de Dromaeosaurus
- Crânio 3D de um indígena brasileiro reconstruído por Cícero Moraes